# Saison 17 d'Inspecteur Barnaby
Chronologie
Saison 16 Saison 18
Cet article présente la dix-septième saison de la série télévisée Inspecteur Barnaby.

## Distribution
Acteurs principaux
- Neil Dudgeon : Inspecteur John Barnaby
- Gwilym Lee : Sergent Charlie Nelson

Acteurs récurrents
- Fiona Dolman : Sarah Barnaby
- Tamzin Malleson : Docteur Kate Wilding

## Liste des épisodes

### Épisode 1:Règlements de comptes à la roulette
- Grande-Bretagne :
- France : 05/04/2015

- Grande-Bretagne :
- France :

### Épisode 2:Meurtres par enchantement
- Grande-Bretagne : 4 février 2015
- France : 12 avril 2015

- Grande-Bretagne :
- France :

### Épisode 3:La Ballade du Comté de Midsomer
- Grande-Bretagne :
- France : 20 avril 2015

- Grande-Bretagne :
- France :

### Épisode 4:Tuer avec modération
- Grande-Bretagne :
- France :

- Grande-Bretagne :
- France :